# El hijo de la novia
El hijo de la novia és una pel·lícula argentina dirigida per Juan José Campanella i estrenada l'any 2001.	

## Argument
Rafael Belverede està insatisfet amb la vida que porta. Sembla incapaç de comunicar-se amb ningú ni amb res: mai no té temps. El seu consol consisteix a encendre el televisor i empassar-se els episodis antics de sèries de televisió. El seu únic afany és el restaurant que va muntar el seu pare. Rafael que porta molt de temps divorciat, no va tenir temps de veure créixer la seva filla Vicky. No surt amb amics i es resisteix a assumir qualsevol compromís a llarg termini amb la seva nòvia actual. A això cal afegir que fa un any que no va a visitar la seva mare que pateix alzheimer i està internada en un geriàtric. Rafael només vol que el deixin en pau, però una sèrie d'esdeveniments inesperats l'obligaran a reconsiderar la seva situació. Tindrà en compte la possibilitat de vendre el restaurant familiar, es retrobarà amb un vell amic de la infància, Juan Carlos, que, tot i carregar amb una tragèdia personal, l'ajudarà d'una manera molt particular a reconstruir el seu passat i a recuperar el seu present. I en el camí, oferirà suport al seu pare per complir el vell somni de la seva mare: casar-se per l'Església.

## Repartiment
- Ricardo Darín: Rafael Belvedere
- Héctor Alterio: Nino Belvedere
- Norma Aleandro: Norma Belvedere
- Eduardo Blanco: Juan Carlos
- Natalia Verbeke: Nati
- Gimena Nóbile: Vicki
- David Masajnik: Nacho
- Claudia Fontán: Sandra
- Atilio Pozzobon: Francesco
- Salo Pasik: Daniel
- Humberto Serrano: Padre Mario
- Fabián Arenillas: Sciacalli
- Mónica Cabrera: Carmen
- Giorgio Bellora: Marchiolli
- Mónica Virgilito: Infermera hospital
- Adrián Suar: Dodi
- Juan José Campanella: Metge
- Alfredo Alcón: Ell mateix

## Premis
- 2001:Nominada a l'Oscar a la millor pel·lícula de parla no anglesa.